# Burgstall Pentling
Der Burgstall Pentling ist eine abgegangene Höhenburg auf einem Geländesporn bei 400 m ü. NN unmittelbar westlich der heutigen Pfarrkirche St. Johannes Baptist der Gemeinde Pentling im Oberpfälzer Landkreis Regensburg in Bayern. Die Anlage wird als Bodendenkmal unter der Aktennummer D-3-7038-0430 im Bayernatlas als „abgegangene mittelalterliche Burg“ geführt. 

## Geschichte
Laut den Traditionen des Klosters St. Emmeram war Pentling um die Wende zum 11. Jahrhundert ein Lehen dieses Klosters. Ein Heinricus de Pentelingen erscheint als Zeuge, als sich die Freie Richilt mit ihrer Tochter dem Kloster zinspflichtig macht (zeitlich zwischen 1090 und 1160 zu datieren). Die Pentlinger (zwischen 1070 und 1368 hier nachweisbar) waren Ministeriale des Klosters St. Emmeram. Abt Adalbert I. hat Familiare von Ulrich von Pentling freigekauft und ihnen das Recht als Zensuale verliehen. 1174 verkauft Herzog Heinrich II. von Österreich seine Güter zu Pentling an das Kloster. Um 1209 schädigte ein Wincles von Pentlingen durch Raub und Brand das Kloster und war erst 1210 aufgrund des Spruchs einer päpstlichen Kommission bereit, den Schaden wieder gutzumachen. Ulrich von Pentlingen hat die von ihm ausgeübten Vogteirechte über das Kloster Obermünster zur Unterdrückung des Klosters ausgenützt. Die Äbtissin Mechthild wandte sich deswegen an das Fürstengericht und dieses verwarf die Ansprüche des Pentlingers. Kaiser Friedrich II. übertrug auf Bitten der Äbtissin daraufhin die Vogteirechte an Herzog Ludwig I. von Bayern.
1311 verkauft Ruger der Viermulnoer seinen Sitz zu Pentling, der er als Lehen des Klosters St. Emmeram erhalten hat, zusammen mit den Gerichtsrechten, die ein abensbergisches Lehen waren, an seinen Enkel Dietrich den Awer (= Auer). Am 21. Januar 1329 übereignet dieser seinen Sitz dem Abt Adalbert II. von Schmidmühlen des Klosters St. Emmeram. Das Kloster überlässt den Besitz noch im gleichen Jahr der Regensburger Bürgerschaft unter der Vorgabe, dass kein paw oder zimmer auf desselben Purchstales und vorhoves grunt geschehen schol oder mach. Das bedeutet, dass damals die Burg, welche bereits bei einer Fehde zwischen Hylpolt von dem Stayn mit der Reichsstadt Regensburg in Mitleidenschaft gezogen worden war, endgültig zerstört worden ist.

## Beschreibung
Im 19. Jahrhundert werden noch Reste eines zerfallenen Turms einer hochmittelalterlichen Anlage mit Bering, Bergfried und Vorburg erwähnt. Westlich der heutigen Pfarrkirche St. Johannes Baptist ist noch eine steile Böschung, die man dem ehemaligen Burgareal zuordnen kann, vorhanden. Der Burgstall der ehemaligen Burganlage selbst zeigt keine Reste und ist heute ein Bodendenkmal.